# Elliot Holtham
Elliot Holtham (* 19. Februar 1984 in Vancouver) ist ein kanadischer Triathlet und Ironman-Sieger (2014).

## Werdegang
Elliot Holtham studierte an der University of British Columbia.

Er war im Skisport aktiv, bevor er zum Triathlon wechselte und seit 2011 als Profi startet. Im Mai 2014 gewann Elliot Holtham den Ironman Australia – als zweiter Kanadier nach Peter Reid (1997, 1998, 1999).

## Sportliche Erfolge
| Datum/Jahr    | Rang | Wettbewerb                       | Austragungsort | Zeit     | Bemerkung                      |
| ------------- | ---- | -------------------------------- | -------------- | -------- | ------------------------------ |
| 27. Juli 2014 | 10   | Ironman 70.3 Calgary             | Calgary        | 04:13:32 | hinter dem Sieger Andy Potts   |
| 21. Juli 2013 | 3    | Ironman 70.3 Lake Stevens        | Washington     | 03:59:40 | [ 2 ]                          |
| 16. Juni 2013 | 1    | Victoria Triathlon               | Saanich        | 03:48:41 | mit neuem Streckenrekord       |
| 9. Sep. 2012  |      | Ironman 70.3 World Championships | Las Vegas      | 04:37:55 | Ironman 70.3 Weltmeisterschaft |
| 3. Juni 2012  | 4    | Ironman 70.3 Mooseman            | Newfound       | 04:17:20 |                                |

| Datum/Jahr    | Rang | Wettbewerb             | Austragungsort | Zeit     | Bemerkung                                                   |
| ------------- | ---- | ---------------------- | -------------- | -------- | ----------------------------------------------------------- |
| 17. Aug. 2014 | 8    | Ironman Mont-Tremblant | Québec         | 09:12:33 | Ironman North American Championships                        |
| 4. Mai 2014   | 1    | Ironman Australia      | Port Macquarie | 08:35:18 | Ironman-Sieger bei seinem vierten Start auf der Langdistanz |
| 8. Sep. 2013  | 3    | Ironman Wisconsin      | Madison        | 08:50:45 |                                                             |
| 29. Aug. 2012 |      | Ironman Canada         | Penticton      | 11:41:36 | „1st out of the Water“ (Schnellster Schwimmer)              |
| 26. Aug. 2010 | 52   | Ironman Canada         | Penticton      | 09:43:51 |                                                             |

(DNF – Did Not Finish)